# Haworthia emelyae var. multifolia

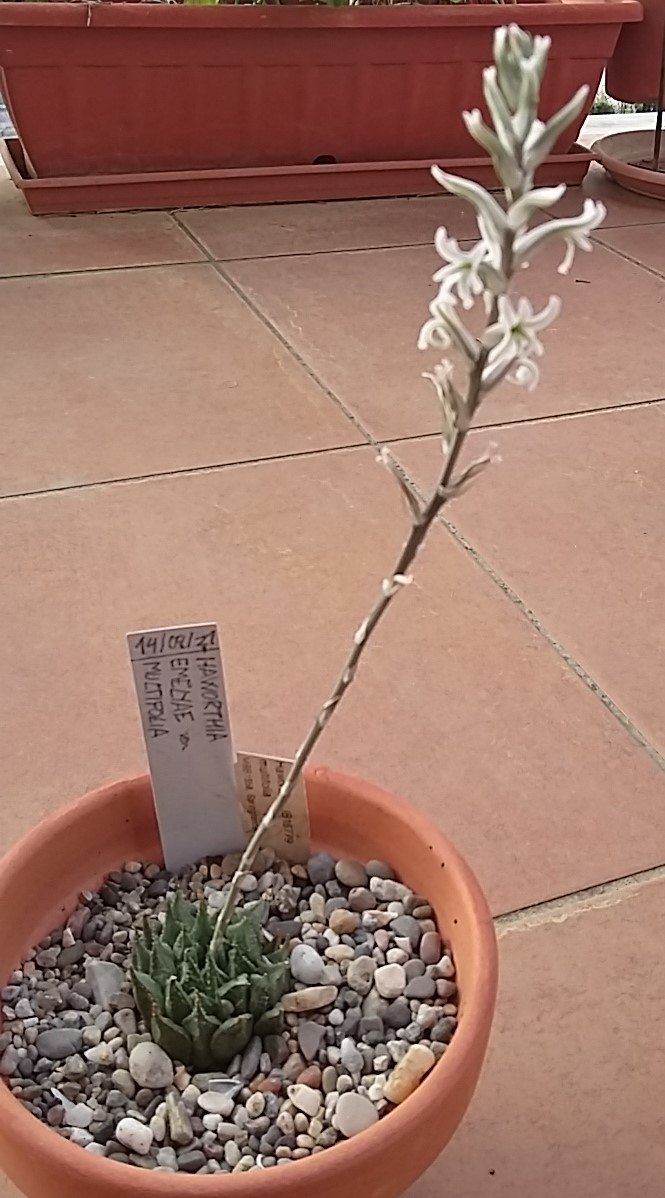
Inflorescència de Haworthia emelyae var. multifolia

Haworthia emelyae var. multifolia és una varietat de Haworthia emelyae del gènere Haworthia de la subfamília de les asfodelòidies.

## Descripció
Haworthia emelyae var. multifolia, és una suculenta amb rosetes sense tija, més grans que les rosetes de Haworthia emelyae, amb fulles més esveltes i suberectes, amb una superfície llisa i verda. També és més robusta i, finalment, forma més rosetes. Les rosetes tenen fins a 7,5 cm de diàmetre, amb fins a 60 (generalment de 20 a 30) fulles. Les fulles són ovades-oblonges a triangulars lanceolades, estretes, punxagudes, fins a 4 cm de llargada; de color verd llima a verd fosc, amb una cara superior triangular superior, convexa i amb finestres d'aspecte translúcid realçades per línies longitudinals de color verd clar alineades cap a l'àpex. Els marges i les quilles són amb dents petites. Les flors són petites, de dos llavis, blanques i porten sobre una inflorescència de fins a 30 cm d'alçada. Les inflorescències surten a la primavera.

## Distribució
Aquesta varietat creix a la província sud-africana del Cap Occidental, concretament al sud del Petit Karoo, Ladismith i àrees adjacents.
En el seu hàbitat, creix en diverses formacions geològiques, principalment entre pedres de quars.

## Taxonomia
Haworthia emelyae var. multifolia va ser descrita per M.B.Bayer i publicat a Natl. Cact. Succ. J. 34: 31, a l'any 1979.
Etimologia
Haworthia: nom en honor del botànic britànic Adrian Hardy Haworth (1767-1833).
emelyae: epítet en honor de la senyora Emily Pauline Reitz Ferguson (1872-?), col·leccionista de plantes a Sud-àfrica.
var. multifolia: epítet llatí que significa "amb moltes fulles".
Sinonímia
- Haworthia multifolia (M.B.Bayer) M.Hayashi, Haworthia Study 3: 13 (2000).[7]